# تپه کانی قلعه
تپه کانی قلعه مربوط به دوران‌های تاریخی پس از اسلام است و در شهرستان بیجار، بخش چنگ الماس، روستای کهریز واقع شده و این اثر در تاریخ ۱۰ دی ۱۳۸۱ با شمارهٔ ثبت ۶۸۲۹ به‌عنوان یکی از آثار ملی ایران به ثبت رسیده است.